# Jacques Majorelle

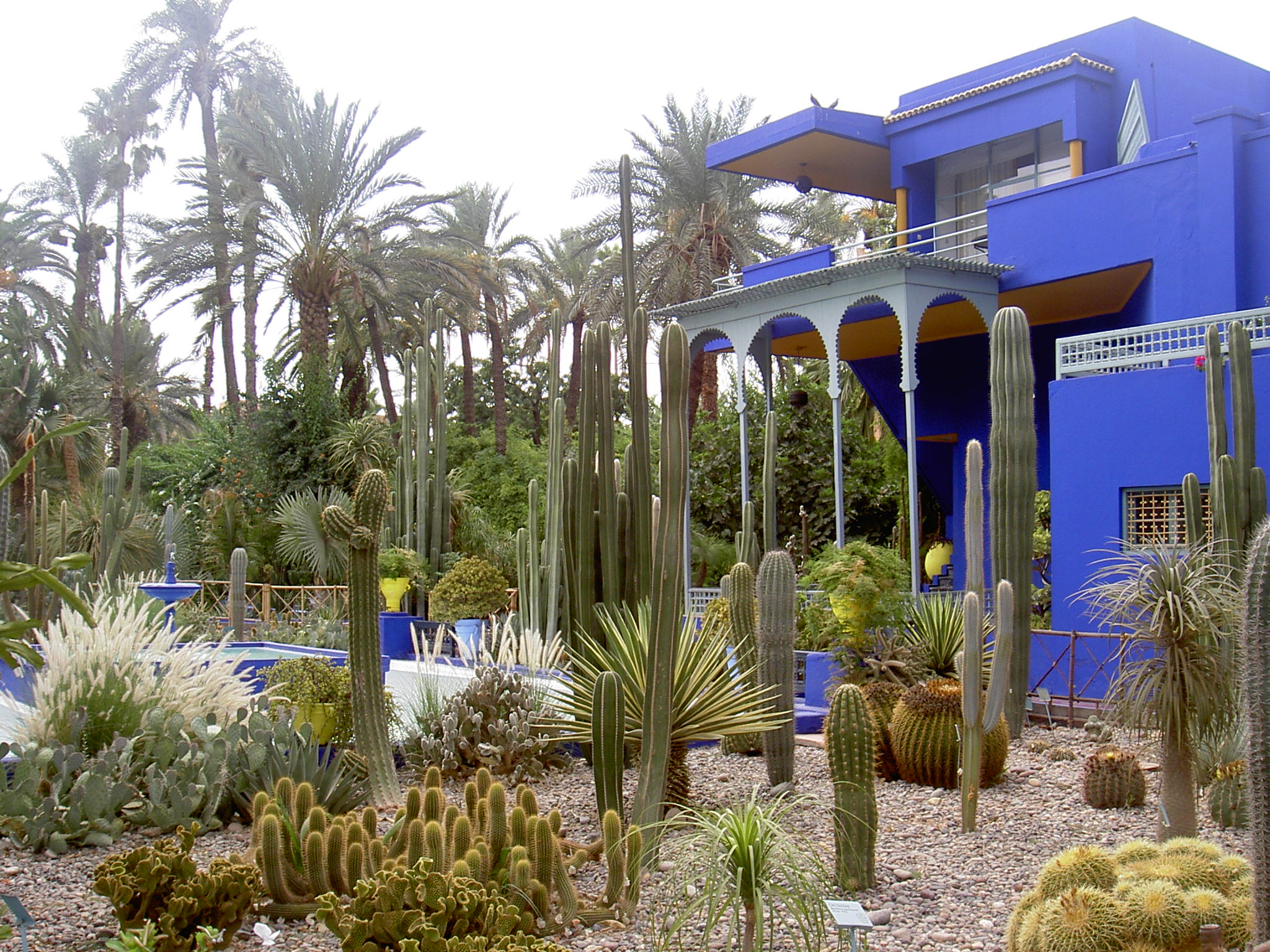
Jardin Majorelle in Marrakesch

Jacques Majorelle (* 7. März 1886 in Nancy; † 14. Oktober 1962 in Paris) war ein französischer Maler des 20. Jahrhunderts, dessen Werk zumeist dem Orientalismus zugerechnet wird.

## Leben und Werk
Jacques Majorelle war der Sohn des Kunsttischlers Louis Majorelle (1859–1926). Bereits im Alter von 15 Jahren schrieb er sich an der École des Beaux Arts de Nancy ein, doch schon im Jahr 1903 zog er nach Paris, wo er der Académie Julian angehörte. Reisen führten ihn nach Spanien, Italien und nach Ägypten (1910), wo seine Leidenschaft für das Licht, die Farben, die Formen und die Themen der islamischen Welt erwachten. Im Jahr 1917 reiste er nach Marokko, das seit 1912 französisches Protektorat war, und ließ sich in Marrakesch nieder, wo er zwei Jahre später seine Begleiterin Andrée Longueville heiratete. Vor allem die Dörfer und Kasbahs im Gebiet nördlich von Ouarzazate, das damals noch ein Dorf war, faszinierten ihn – der Ort Anemiter im Ounila-Tal wurde von ihm mehrfach auf Leinwand und Papier gebannt. In Marrakesch hatte er erste Ausstellungen und bemalte die Salondecke des 1925 eröffneten Hotel Mamounia.
Von seinen Einnahmen und vom Erbe seines im Jahr 1926 verstorbenen Vaters erbaute er sich eine Villa außerhalb der von Stadtmauern umgürteten Medina von Marrakesch, wo er sich auch ein Atelier einrichtete und mit der Anlage eines Gartens begann, den er bereits 1947 für Publikum öffnete. Im Jahr 1955 musste ihm infolge eines Unfalls ein Fuß amputiert werden; ein Jahr später ließ er sich scheiden, heiratete aber 1961 im Alter von 75 Jahren ein zweites Mal. Ein Jahr später kehrte er zur Behandlung eines Oberschenkelbruchs nach Paris zurück, wo er am 14. Oktober 1962 verstarb. Er wurde neben dem Grab seines Vaters in Nancy beigesetzt.

## Werk
Die meisten seiner überwiegend orientalischen Themen gewidmeten Bilder und Gouachen befinden sich in Privatbesitz; ein Teil ist auch im Musée des Beaux-Arts de Nancy und im Musée de l’École de Nancy zu sehen. Seine Bilder sind weitgehend in Vergessenheit geraten, bilden aber für Marokko-Liebhaber einen Schatz an Farben, Impressionen und Erinnerungen.

## Jardin Majorelle
Für Marokko-Reisende steht meist auch ein Besuch der Majorelle-Gärten (Jardin Majorelle) in Marrakesch auf dem Programm, die teilweise noch von ihm selbst angelegt wurden. Im Jahr 1980 wurde die seit Jahren leerstehende Villa mitsamt dem Atelier und dem verwilderten Garten vom französischen Modeschöpfer Yves Saint-Laurent und seinem Lebensgefährten Pierre Bergé erworben und restauriert. Bereits im Jahr 1997 entstand eine Stiftung, die sich dauerhaft der Pflege der Anlage widmen soll. Nach dem Tod Yves Saint-Laurents im Jahr 2008 wurde das Gelände, in welchem sich auch ein Museum für Islamische Kunst befindet, gegen Eintrittsgeld der Öffentlichkeit zugänglich gemacht.